# Segunda lengua
Se denomina segunda lengua al idioma no nativo de una persona o territorio, es decir, una lengua aprendida después del período crítico de adquisición por una persona tras ser un hablante competente de su lengua materna.
Es necesario hacer una distinción entre los términos 'segunda lengua' y 'lengua extranjera'. Se denomina lengua extranjera (LE) a un idioma que no pertenece al país del individuo que desea aprenderlo. Por ejemplo, para un habitante francófono de Canadá, el inglés es considerado una segunda lengua, ya que Canadá cuenta con dos lenguas oficiales: el inglés y el francés. Sin embargo, el español se considera una lengua extranjera, ya que no forma parte de las lenguas oficiales del país. 
También se deben distinguir los conceptos de segunda lengua y bilingüismo, pues una misma persona puede tener más de un idioma nativo o materno aprendido y en tal caso no aplica la denominación segunda lengua para dichos idiomas. Dado que en los dos casos la intención es aprender una lengua diferente, el término más común e implementado es aprendizaje de una segunda lengua.
Desde el momento en el cual la humanidad sentía la necesidad del aprendizaje de una segunda lengua, ya sea por motivos culturales, económicos, investigativos o científicos, han surgido estudios sobre qué procesos o métodos deberían implementarse para el aprendizaje de una segunda lengua. En este sentido, se han identificado dos de los métodos más comunes y principales, los cuales explican cómo un individuo aprende una segunda lengua: adquisición y aprendizaje.

## Diferencias entre segunda lengua y lengua extranjera

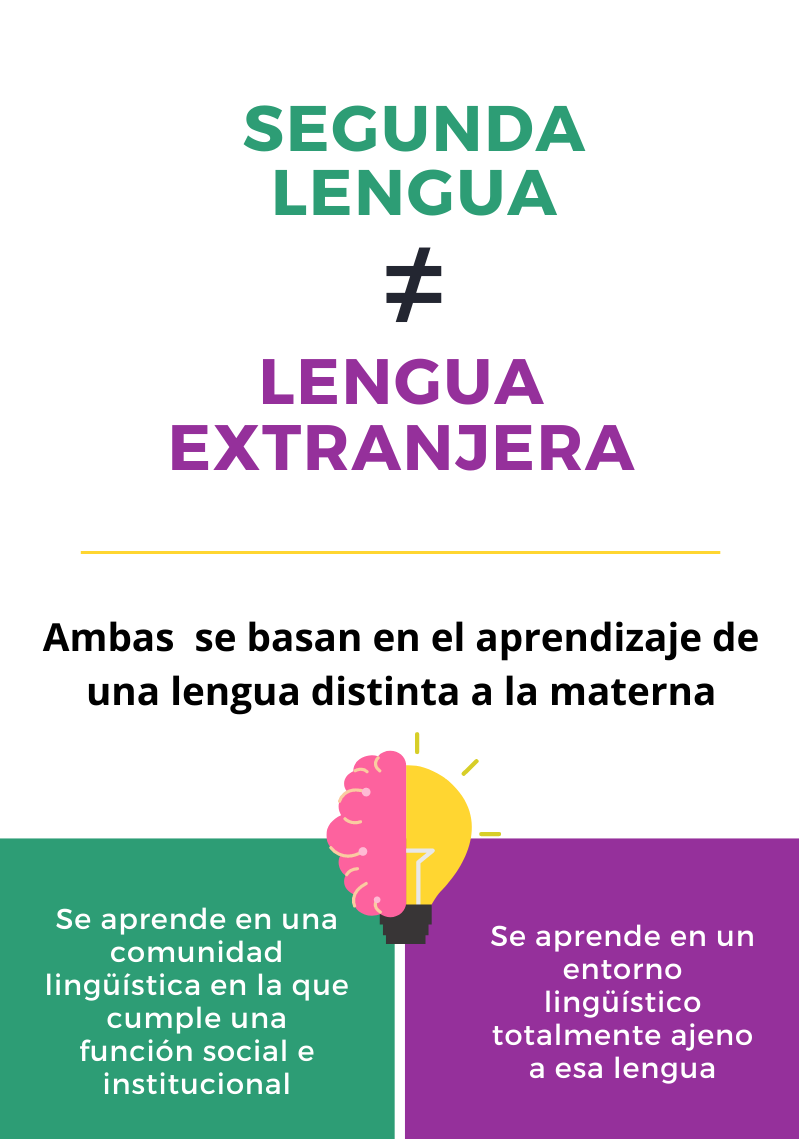
Diferencia entre segunda lengua y lengua extranjera

Es importante entender las diferencias entre una segunda lengua (L2) y una lengua extranjera (LE). Aunque tanto el aprendizaje de la L2 como de una LE se basan en la adquisición de una lengua diferente a la lengua materna, gozan de una diferencia sustancial y básica: la L2 se aprende en una comunidad lingüística en la que cumple una función social e institucional, pero la LE cuenta con un método distinto de aprendizaje, puesto que se aprende en un entorno lingüístico completamente ajeno a la lengua que se estudia.
Se podría afirmar que la enseñanza de la L2 y la de la LE son diferentes en cuanto a que se persiguen fines distintos, en la distinta preparación y selección de los profesionales que la imparten, en las nociones previas de los estudiantes, en los intereses de los profesores, etc. En esencia, la conclusión es que las diferencias son más sociales que lingüísticas.
Se puede tomar como ejemplo el caso de España, puesto que es posible encontrar distintas zonas bilingües, como Cataluña, País Vasco o Galicia, entre otras. No es habitual encontrar lugares en los que las fronteras territoriales coincidan con los límites lingüísticos, pero estas zonas son un ejemplo de convergencia idiomática, puesto que buena parte de la población domina las dos lenguas oficiales de su zona. Se observa entonces, por ejemplo, que en la comunidad autónoma catalana son oficiales tanto el castellano como el catalán, así que, alguien nacido en Cataluña que domine ambos idiomas será bilingüe. Sin embargo, si una persona nacida y criada en la Comunidad de Madrid (que tenga el español como lengua materna) decide aprender catalán, tendrá este idioma como L2 o segunda lengua. 
Aun así, no siempre es tan evidente la diferencia entre L2 y LE, ya que en algunos casos es difícil determinar el entorno y las circunstancias de aprendizaje de una lengua.

## Adquisición de segunda lengua
Se denomina adquisición de segunda lengua al proceso gradual de desarrollo e incorporación de las características propias de la segunda lengua, que lleva a cabo un individuo mediante técnicas naturales (no académicas) y el cual ya domina una lengua materna o lengua propia. 
Dentro del proceso de adquisición de una segunda lengua encontramos:

### Exposición
Mediante la exposición el individuo, el cual adquirirá la segunda lengua, lleva a cabo un proceso cognitivo menos consciente que de quienes la aprenden. Este individuo adquiere la segunda lengua mediante una exposición física y constante en el entorno que lo rodea. 
Por ejemplo, los niños pequeños que presencian el uso de la segunda lengua son más propensos a adquirirla de una manera mucho más rápida. Así ocurre con los hijos de inmigrantes en su día a día en el país de acogida; estos niños estarán, al igual que sus padres, en un alto nivel de exposición de la segunda lengua. De igual manera, los adultos que terminan aprendiendo la segunda lengua por el constante contacto social en el cual se ven envueltos.
Respecto al desarrollo fonológico, es importante que la exposición sea de forma temprana, puesto que al nacer somos el oyente universal y discriminamos los acerca de 200 fonemas que hay en el mundo, pero después ya vamos seleccionando aquellos fonemas de nuestro entorno en función del input que recibimos, y vamos perdiendo sensibilidad por los fonemas que no oímos. En este sentido es importante que la exposición al idioma sea a través de personas que sean nativas de esa lengua; de lo contrario, el modelo fonológico no será de calidad, la interacción comunicativa no será genuina y, sobre todo, en contextos de aprendizaje naturales, reales y con una función comunicativa clara a través de la interacción social con estos modelos del idioma, y no a través de pantallas.

### Interacción
Los expertos aseguran que para aprender un idioma de forma satisfactoria, es preciso ponerla en práctica en interacciones reales y directas con otras personas, expresando nuestros mensajes de forma clara y asegurándonos de que quien nos escucha nos entiende. Al mismo tiempo, el interlocutor o interlocutores nos hacen saber de forma directa o indirecta si nos están entendiendo o no. En el caso de que no se entienda nuestro mensaje, es preciso recurrir a la paráfrasis y probar otra construcción distinta. El aspecto más positivo de esta fórmula es que los individuos se ven en la necesidad de experimentar con el idioma, probar estructuras nuevas, expresiones y palabras, ayudando a automatizarlas y a producirlas de manera más natural en el futuro. 
El factor de la interacción social es de los más importantes dentro del aprendizaje, no solo de una L2 sino del lenguaje en general. Varios estudios científicos revelan que los estímulos fónicos/audiovisuales/etc. son mucho menos efectivos que la interacción social. Las investigaciones y experimentos de Patricia Kuhl han sido fundamentales para llegar a estas conclusiones. La interacción puede verse dentro del marco de la Teoría sociocultural de Lev Vygotsky, donde se entiende el aprendizaje como un acto de colaboración entre individuos. Con el tiempo, el individuo termina por asentar los conocimientos y deja de necesitar la ayuda de los demás.

## Aprendizaje de una segunda lengua
Se denomina aprendizaje al proceso consciente de acumulación y estudio sobre las características gramaticales, sintácticas y memorización de vocabulario de aquella lengua que se quiere aprender. Donde se debe recalcar la diferencia entre aprendizaje y adquisición desde el punto de vista lingüístico. El término aprendizaje se implementa más comúnmente para describir de manera general el proceso de estudio de una segunda lengua.

### Estudio de la forma
Como se menciona anteriormente, el estudio de la forma consiste en un estudio formal de las características principales de la segunda lengua. En la gran mayoría de los casos este estudio se realiza en establecimientos públicos o privados como guarderías, colegios, liceos, institutos, universidades, etc. 
De acuerdo al establecimiento y su normatividad, estos cumplen ciertos criterios al momento de la enseñanza de la segunda lengua. Objetivos como el desarrollo de cinco habilidades competentes en el manejo de la segunda lengua: Comprensión lectora, comprensión de escucha, producción oral, producción escrita y pronunciación. En la actualidad, se emplean diversos medios y recursos, como las redes sociales, para lograr que el aprendizaje y adquisición de la segunda lengua sea lo más contextualizado posible y esté conectado con las comunidades.

### Competencia intercultural o sociocultural
Sobre todo desde el ámbito empresarial se ha puesto de manifiesto la necesidad de aprender, no solamente el manejo y las destrezas de una L2 (producción escrita, producción oral, comprensión lectora y comprensión auditiva), sino también el conocimiento sociocultural del país o los países en los que se desarrolla esa lengua.
Se pretenden alcanzar algunos objetivos: 
- manejar léxico que no cuenta con traducción o equivalente en la lengua materna (L1).
- manejar léxico con peligro de ser transferido, de manera errónea, al propio contexto sociocultural del hablante.
- métodos de comunicación no verbal (saludar con dos besos en España en un entorno concreto).
- usos típicos en comportamientos rituales de la vida cotidiana.[10]

## Barreras
Dentro del éxito del proceso de aprendizaje o adquisición de una segunda lengua podría darse el caso de que el individuo presente algunos inconvenientes o barreras. Algunas de estas barreras que influyen en el proceso son de carácter natural, tales como: la edad, problemas de aprendizaje, fosilización, interés del individuo, problemas de salud, frustraciones, etc. 
Así como barreras de carácter externo, los cuales suceden en torno al individuo y que, de alguna manera, afectan el proceso de aprendizaje del mismo: Factores como la calidad de la enseñanza impartida por parte del ente encargado donde se reciben los conocimientos sobre la lengua que se quiere aprender, el individuo puede estar sometido a una presión u obligación para aprender dicha lengua, no contar con tiempo necesario o suficiente debido a otras ocupaciones con un nivel de importancia mayor (trabajo o hijos), problemas familiares o personales, etc.
A continuación se presentarán algunos de los casos más comunes.

### Factores afectivos
El concepto de factor afectivo se relaciona con el conjunto de experiencias, ya sean buenas o malas, y los sentimientos relacionados con su proceso de aprendizaje mediante el cual experimenta dichas experiencias; en cuanto a la interferencia con el proceso de aprendizaje. Casos especiales donde los factores mencionados anteriormente crean obstáculos entre el estudiante, el medio que lo rodea y su docente.
Este punto ha sido considerado como tema de investigación en las últimas décadas, ya que dentro de este se encuentran posibles soluciones a problemas de aprendizaje o de convivencia que pueda experimentar un estudiante.

### Fosilización
Es un fenómeno lingüístico que consiste en que el estudiante que aprende una segunda lengua traslade a la segunda lengua características propias de su primera lengua tales como la pronunciación, aspectos gramaticales o vocabulario.
En la mayoría de los casos, este fenómeno provoca que el estudiante experimente un bloqueo (un estancamiento) que no permite que avance en su proceso de mejora progresiva y no permite tampoco que alcance las mismas capacidades o competencias que un hablante nativo posee por naturaleza. 

### Efecto de la edad
La edad juega un rol importante dentro del proceso de aprendizaje de una segunda lengua. Como se ha mencionado anteriormente, un niño de seis años no posee las mismas capacidades intelectuales y de aprendizaje que un adolescente de 16 o 17 años (dentro de esta etapa el estudiante se encuentra aún dentro de sus capacidades cognitivas flexibles y óptimas para el aprendizaje de la segunda lengua) o un adulto, el cual en su mayoría posee responsabilidades de carácter más importante o posee un empleo de tiempo completo, no poseerá las mismas capacidades que un joven, el cual cuenta con más tiempo disponible para sus estudios.
Sin embargo, algunos expertos afirman que la edad no es tan concluyente como el número de horas dedicadas al estudio y aprendizaje de la L2. Un estudiante que comienza a estudiar la L2 con 20 años puede ser tan o más competente que uno que empezó a aprender a los 8 años. No obstante, sí es cierto que cuanto menor es el aprendiz, mejor es su acento; eso quiere decir que alguien que aprende a hablar una L2 siendo mayor siempre tendrá un "acento extranjero" y los hablantes nativos lo reconocerán como tal.

## Enfoques comunicativos
Los enfoques comunicativos consisten en las finalidades con las cuales se aprende una segunda lengua. En muchos casos se aprende dicha lengua con un fin puramente laboral; el sujeto necesita hablar el otro idioma para poder hacer un viaje al extranjero de negocios o simplemente para obtener un empleo determinado. 
Por otra parte, se aprende una lengua extranjera por motivos de viaje; por ejemplo, una familia que se mudará al extranjero y antes de eso, deciden tomar cursos prácticos para obtener una base del idioma nuevo.
Finalmente, tenemos el motivo académico, donde el sujeto aprende el idioma porque es parte de su malla curricular o parte de sus materias escolares de núcleo.
Debido al aumento de la inmigración en el mundo, muchas personas cuyo idioma es diferente al local utilizan servicios públicos. En principio, todas las personas deberían tener acceso a estos servicios, dado que en muchos casos el acceso igualitario es requerido por la ley. Asimismo, una buena comunicación es importante para que estos puedan proveer una ayuda eficaz a quienes los utilizan. En este sentido, problemas de comunicación pueden llevar a tomar decisiones equivocadas y a resultados deficientes, por lo que se deberían ofrecer comunicaciones que se adapten a las personas con habilidades limitadas en el idioma del país en el que residen.
Una revisión sistemática de cuatro estudios comparativos examinó la eficacia de las ayudas comunicacionales entre los servicios públicos y los inmigrantes. Estas ayudas se dividieron en tres categorías: 
- Comunicación verbal o directa.
- Comunicación escrita.
- Ayudas más amplias.

Los resultados sugieren que no hay indicios claros sobre si un enfoque particular de interpretación funciona mejor que otro. Por otro lado, un estudio propone que un curso de inglés como segunda lengua que integra el conocimiento de los padres y su comportamiento, fue más eficaz que un curso estándar. Dada la poca cantidad de estudios, estos hallazgos pudieran no ser fiables.

## Historia de las lenguas francas
Actualmente, el inglés es la lengua que se presenta con mayor frecuencia como segunda lengua entre los hablantes multilingües, tras el final de la Segunda Guerra Mundial en septiembre de 1945. Esto se debe a factores socioeconómicos y geopolíticos, tanto por la influencia histórica de los países anglosajones como por el hecho de que el inglés, especialmente desde el siglo XX, ha sido la principal lengua de la diplomacia y la publicación de trabajos científicos. Eso ha hecho que exista una mayor cantidad de información recientemente publicada (física y digitalmente) en este idioma que en cualquier otro. 
Históricamente, la segunda lengua más extendida en Europa (la lingua franca) había sido hasta el siglo XIV el latín. Este ha sido utilizado por la Iglesia católica, en Derecho (se sigue utilizando hoy en día), en Medicina y en la clasificación biológica de los animales, plantas, frutos, etc. (nombre científico). El latín tuvo un uso tan extendido que fue conocido como la lengua vulgar (del vulgo, del pueblo). Por esta razón, a la traducción que Jerónimo de Estridón (San Jerónimo) hizo al latín de la Biblia en el siglo V se la conoce como Vulgata.
Entre finales del siglo XVII y XIX, el francés fue por un tiempo la segunda lengua de gran parte de Europa. Más tarde, la influencia de este idioma fue extendiéndose con la colonización del Imperio francés hasta el continente asiático, africano y americano. 
En otras regiones del planeta han existido otras segundas lenguas importantes.
- En los primeros estados de Mesopotamia y Oriente medio, aproximadamente entre los siglos XX a. C. y XV a. C., el acadio fue ampliamente usado en las relaciones diplomáticas, mientras que el sumerio por un período similar fue estudiado como lengua de cultura en ciertas áreas del conocimiento. Posteriormente, el arameo reemplazó a ambas lenguas como segunda lengua en la zona.
- En el lejano oriente, el sánscrito fue una segunda lengua importante tanto en India como en el sudeste asiático e Indonesia. Y más al norte el chino clásico fue una segunda lengua estudiada por los eruditos de Vietnam, Corea y Japón como segunda lengua.
- En América del Norte se usó una lengua de señas como medio de comunicación intergrupal entre los pueblos de las grandes praderas, principalmente. En Mesoamérica, poco antes de la llegada de los europeos y durante un tiempo tras la llegada de estos, el náhuatl fue usado extensamente como lingua franca. Y en América del Sur el quechua se expandió básicamente como segunda lengua de entendimiento en el imperio inca, ya que la lengua original de los primeros incas parece haber sido el pukina.

## Neuromitos
Existen multitud de neuromitos acerca del bilingüismo y el multilingüismo, como que debemos esperar para aprender otra lengua a que dominemos la primera, que cuando aprendemos una segunda lengua perdemos la primera, que lenguas distintas ocupan áreas separadas en el cerebro, o que los niños bilingües son más inteligentes.
Estas creencias no están probadas científicamente. Si el niño o la niña crece en un ambiente multilingüe, lo que sí es probable que observemos es un cierto enlentecimiento en la aparición del habla respecto a los niños que crecen en un ambiente monolingüe, así como mezcla de lenguas en sus producciones orales en los primeros años. Sin embargo, si la exposición al lenguaje es de calidad y genuina, estas dificultades desaparecerán en el momento en que el niño ya sea un hablante competente, diferenciando sin problema un idioma de otro, sin mezclas ni confusiones. Por otro lado, aunque hablar más de una lengua no aumenta la inteligencia, sí se han observado diversos beneficios a nivel cognitivo (habilidades atencionales, la flexibilidad cognitiva y la cognición social, entendida como una mayor facilidad de ponerse en el lugar del otro o empatía). El beneficio más notorio que han mostrado los estudios es que podría atrasar la aparición de enfermedades neurodegenerativas.